# Jelšava
Jelšava (em húngaro: Jolsva; alemão: Jelschau/Eltsch) é uma cidade da Eslováquia, situada no distrito de Revúca, na região de Banská Bystrica. Tem 46,8 km² de área e sua população em 2018 foi estimada em 3.219 habitantes.

## Demografia
| Ano:        | 1994 | 2004    | 2014   | 2024   |
| ----------- | ---- | ------- | ------ | ------ |
| Broj ljudi: | 2909 | 3249    | 3191   | 3177   |
| Razlika:    |      | +11,68% | -1,78% | -0,43% |

| Ano:               | 2023 | 2024   |
| ------------------ | ---- | ------ |
| Número de pessoas: | 3160 | 3177   |
| Diferença:         |      | +0,53% |